# Tanypus complanatus
Tanypus complanatus är en tvåvingeart som beskrevs av Ole Anton Saether 2004. Tanypus complanatus ingår i släktet Tanypus och familjen fjädermyggor.
Artens utbredningsområde är Seychellerna. Inga underarter finns listade i Catalogue of Life.